# Vida en sombras
Vida en sombras és una pel·lícula catalana de 1949, en blanc i negre, dirigida per Llorenç Llobet-Gràcia. El film va tenir grans problemes amb la censura franquista i no va ser fins finalitzat el règim que, amb la seva reestrena el 1983 i la seva projecció en el Festival Internacional de Cinema de Venècia de 2008, va rebre la consideració merescuda.
La pel·lícula és protagonitzada per Fernando Fernán Gómez, María Dolores Pradera, Félix de Pomés i Isabel de Pomés.

## Argument
Carlos Durán neix en una barraca de fira on es mostra la novetat del moment: el cinema. Aquest serà autor d'una pel·lícula amateur a l'edat de catorze anys i més tard es converteix en operador de cinema professional, ja que tota la seva vida està marcada pel cinema. Es casa amb Ana, a la qual es declara durant una projecció de Romeu i Julieta de George Cukor. Quan esclata la Guerra Civil, se separa de la seva dona per anar a filmar uns plànols de la batalla i, mentre ell és fora, ella mor en un tiroteig. Per fugir dels remordiments, decideix convertir-se en reporter bèl·lic. Finalitzada la guerra, cau en una depressió i arriba a odiar el cinema, ja que considera que a causa d'aquesta passió la seva dona va morir.

## Comentaris
Es tracta d'un d'aquests casos en els que la censura va impedir que aquesta pel·lícula es conegués en el seu moment. Varen haver de passar anys per ser reivindicada. La pel·lícula, a part d'homenatjar George Cukor, també homenatja Alfred Hitchcock i el seu film Rebecca.

### Preproducció
Llorenç Llobet-Gràcia era un empresari del transport i prestigiós cineasta amateur, que també organitzava nombroses activitats cinematogràfiques a Sabadell, lloc on residia. Era amic del realitzador Carlos Serrano de Osma i del director de la revista de cinema Primer Plano, Adriano del Valle, entre d'altres. En gran part gràcies a aquests contactes amb el món del cinema, decideix iniciar-se en el seu primer llargmetratge, pensant en un cinema compromès en la vessant estètica, ja que eren integrants del difús corrent de finals de la dècada de 1940 que s'autoanomenà "cine tel·lúric".
No obstant això, el guió de la seva òpera prima s'enfronta a informes negatius de la censura, que adverteix la productora, Castilla Films, del seu nul interès dramàtic, a més de les seves reticències a certs aspectes del guió, com l'aparició a la "zona Roja i posteriorment en la Nacional".

### Problemes en la producció
El rodatge es va realitzar entre novembre de 1947 i febrer de 1948. A meitat d'aquest darrer, arriba la notícia que no li concedeixen el crèdit sindical per al projecte; així doncs, Llobet-Gràcia ha d'involucrar-se personalment i rebre l'ajuda de la seva família per al finançament del film, una decisió que pràcticament el va arruïnar.
La pel·lícula va ser molt criticada per la Junta Superior de Orientación i qualificada, a l'agost de 1948, en 3a categoria. Així, els realitzadors van decidir efectuar un nou muntatge i introduir una sèrie de modificacions a la pel·lícula, afegint material d'arxiu i retallant un llarg Pla seqüència, entre d'altres. Aquesta tasca la va dur a terme el cap, Antonio del Amo, ja que Llobet-Gràcia estava impedit per problemes familiars. Després d'aquestes modificacions se li va donar la qualificació de 2a B i la producció va seguir endavant.

### Estrena
A causa dels seus antecedents amb la censura, no va poder estrenar-se fins al 18 de maig de 1953 a Barcelona i el 17 de juny del mateix any a Madrid, i en ambdues ciutats en cinemes de segona categoria.
Les crítiques van ser escasses, perquè el film va passar desapercebut. No van ser favorables, ja que el complex discurs fílmic de Vida en sombras va provocar estupor entre els crítics.

### Conseqüències
Per culpa d'aquest fracàs econòmic, Llobet-Gràcia no va poder portar a terme el seu següent llargmetratge, El refugio, ni cap altre. La productora "Castilla Films" tampoc va poder resistir el cop i quedà inacabat l'ambiciós projecte de Serrano de Osma, Cerco de ira, que s'havia planificat iniciar el 1949.

### Reestrena
El negatiu original i les còpies de nitrat de Vida en sombras probablement varen desaparèixer en l'incendi de Orphea films i fins al moment tan sols s'han localitzat tres còpies de distribució en 16mm. Dues d'elles varen ser el material base sobre el que es va realitzar el 1983 la primera restauració del film; coordinada per Ferran Alberich—llavors restaurador de Filmoteca Española--. Aquest treball es va mostrar als Festivals de Barcelona i Valladolid. La critica va quedar impressionada. Tot el procés de creació es relata en el documental Bajo el signo de las sombras dirigit per Ferran Alberich.

### Restauració i Conservació
El 2007 es localitzà a Barcelona dins de la col·lecció Pere Tresserra una tercera còpia en 16mm que es diposità a la la Filmoteca. Aquesta tercera còpia obtinguda per reducció del negatiu original és de millor qualitat fotogràfica que les anteriors, i aquest fet, feu possible que el 2010 es plantegés una nova restauració del film, aprofitant les possibilitats que la tecnologia digital en el procés de captura i restauració de la imatge ofereix. Els treballs de restauració finalitzaren el 2012 i consistiren en un escanejat de les còpies 16mm a qualitat 2K, una restauració digital de defectes i lesions i l'obtenció de còpia digital DCP, duplicat negatiu i còpies de projecció en 35mm. Es varen dur a terme al laboratori DeLuxe Barcelona i a les instal·lacions del Centre de Conservació i Restauració de la Filmoteca de Catalunya

### Festival de Venècia de 2008
En la sessió de clausura de la 65 Mostra de Venècia es va presentar fora de concurs i fou l'única cinta estatal en aquesta edició. Vida en sombras, acompanyada del documental Bajo el signo de las sombras. El catàleg del festival la va descriure com "una excepció en el panorama cinematogràfic espanyol. No segueix els preceptes oficials del cinema estatal dels anys quaranta i és un producte de la passió, no de l'interès comercial".

### Crítica
El caràcter sorprenent i audaç del film, una obra sobre la guerra, l'aniquilament, la mort (la seva ferida) i el desig (la impossibilitat), temes entrelligats durant tot el metratge, tant de manera soterrada com transparent, procedeixen de diferents fronts. Per una banda la presència/tractament de la Guerra civil. Un espai d'estrip i negació que fins i tot fora de camp marca el viatge vital dels personatges, al qual se suma la circumstància que l'inici de la contesa s'exposi des del present republicà, tinguem accés a parts informatius radiofònics de l'època, fins i tot un breu fragment de la locució de Lluís Companys (en l'any 1948!). En especial destaca l'immens talent del cineasta en un pla de síntesis magistral que recull la fractura bèl·lica d'un país i l'esquerda sentimental de Carlos (Fernando Fernán-Gómez), unint el dolor que li embarga per la pèrdua de l'ésser estimat i la menció a l'endimoniada càmera. El seu rostre és solcat per les imatges de combat, mentre gradualment s'imposa la llosa d'Ana (sense cognoms). El final de la guerra ho sentencia la música. Al dramatisme de la situació (sota els acords de l'himne nacional) es posa fi amb la imatge de la sepultura violentament travessada per l'ombra d'una creu. La càmera s'allunya i el pla s'il·lumina.
El posicionament és meridià: la pau franquista com pau de cementiri fonamentada sobre la mort innocent. No té menys interès la seva reflexió sobre el cinema com art d'ombres. Pensem en Carlos atrapat a les xarxes del record al contemplar per segon cop Romeo and Juliet (George Cukor, 1936), per no parlar de la funció catàrtica complerta per Rebecca (Alfred Hitchcock, 1940), la identificació de Carlos amb Maxime de Winter (Laurence Olivier), tot reconeixent-se en ell i inscrivint els seus fantasmes en la història de ficció a l'enfrontar-se a les seves pròpies pel·lícules domèstiques. D'aquesta manera, aconseguirà sortir indemne de la confrontació amb la imatge de la seva esposa morta que, canviant el rostre, li somriu des de la fotografia, aprovant el seu retorn al cinema i la reconstrucció de la seva vida. D'aquí que el cop de claqueta de la seva primera pel·lícula retorna a l'inici de Vida en sombras (la postura dels pares davant d'un fotògraf).
Si la precarietat dels mitjans és manifesta, Llobet Gràcia la trampeja gràcies a la seva ambició creativa. Quant de talent dilapidat! La densitat narrativa i semàntica del film és impressionant. Els coneixements exposats i la varietat de recursos expressius convocats són apassionants: sobreimpressions, al·literacions, contrapicats, metàfores, el·lipsis, metalepsis....així com l'extrema mobilitat de la càmera, patent en la seqüència del pis d'Ana i Carlos, que explora tots els racons amb sorprenent agilitat....en sintonia amb la seva estima pels plans seqüència. Ultrapassat amb amplitud l'espai atorgat, som incapaços de resistir la temptació d'enumerar algun dels passatges més gratificants. Per exemple, l'el·lipsi que recull la substitució crucifix pel gravat amb la imatge de la República; o com la intensitat que desprèn pel descobriment de Carlos de la mort de l'Ana, preconitzada amb la decapitació de la figura de la Moreneta; o el pla on Carlos reprèn la càmera, controla l'enquadrament, fa panoràmiques i ensenya una fotografia d'Ana; o el moment de cinema domèstic on Carlos, agenollat, es declara a Ana tot dient-li “Abandona’m però no te’n surtis de l'enquadrament”, frase amb doble sentit, tan viva a la projecció tot i ja estar morta (però que encara segueix allà), i així.